# Yasuhiro Awano
Yasuhiro Awano –en japonés, 粟野 靖浩, Awano Yasuhiro– (Shimotsuma, 27 de septiembre de 1988) es un deportista japonés que compitió en judo. Ganó una medalla de bronce en el Campeonato Mundial de Judo de 2010, en la categoría de –73 kg.

## Palmarés internacional
| Campeonato Mundial | Campeonato Mundial | Campeonato Mundial | Campeonato Mundial |
| Año                | Lugar              | Medalla            | Categoría          |
| ------------------ | ------------------ | ------------------ | ------------------ |
| 2010               | Tokio (Japón)      | Medalla de bronce  | –73 kg             |